# Arnold Sobczak
Arnold Sobczak (ur. 12 lutego 1984 w Inowrocławiu) – polski wioślarz, były zawodnik klubu KW Gopło Kruszwica.

## Osiągnięcia
- Mistrzostwa Świata Juniorów – Troki 2002 – czwórka podwójna – 3  miejsce[1].
- Mistrzostwa Świata U-23 – Amsterdam 2005 – czwórka podwójna – 6  miejsce[1].
- Mistrzostwa Świata U-23 – Hazewinkel 2006 – jedynka – 9  miejsce[1].
- Mistrzostwa Europy – Poznań 2007 – jedynka – 4. miejsce[1].
- Mistrzostwa Europy – Ateny 2008 – czwórka podwójna – 7. miejsce[1].
- Mistrzostwa Europy – Brześć 2009 – czwórka podwójna – 3. miejsce[1].